# José Juan Zaplana López
José Juan Zaplana López (Alicante, 30 de marzo de 1974) es un político español, diputado en las Cortes Valencianas en la IX, X y XI legislatura.

## Biografía
Ha estudiado derecho y ciencias políticas, y en 2014 fue titulado por el IESE Business School-University of Navarra en Liderazgo para la Gestión Pública (PLGP).
Diplomado en 2019 en gestión de centros sanitarios por la VIU (Universidad Internacional de Valencia) y por Deusto Formación Salud.
Ha trabajado como empresario y autónomo.
Militante del Partido Popular de la Comunidad Valenciana, fue presidente de Nuevas Generaciones en San Vicente de 2001 a 2013, y de 2012 a 2015 fue secretario provincial del PP en la provincia de Alicante y del 2015 al 2021 vicesecretario general regional del PP en la Comunidad Valenciana.
Fue elegido concejal de San Vicente a las elecciones municipales españolas de 2003, 2007 y 2011, y hasta 2015 ha sido portavoz del grupo municipal popular y concejal de presidencia, deportes y juventud.
Fue elegido diputado en las elecciones a las Cortes Valencianas de 2015. Ostentando la portavocía de Sanidad y la coordinación de políticas sociales en el consejo de dirección del grupo parlamentario popular, estando adscrito como miembro de la Comisión de Coordinación, Organización y Régimen de las Instituciones de La Generalitat y de la Comisión de Política Social, Empleo y Políticas de Igualdad.
  
Tras las elecciones las elecciones a las Cortes Valencianas de 2019 vuelve a ejercer la portavocía de Sanidad y la coordinación de políticas sociales del grupo parlamentario popular y es adscrito como portavoz a la comisión parlamentaria de sanidad y como vicepresidente a la comisión de igualdad.
Tras las elecciones a las Cortes Valencianas de 2023 asume la portavocía del Grupo Parlamentario Popular en la comisión de Radiotelevisión Valenciana siendo el redactor y ponente de la LEY 2/2024, de 27 de junio, de la Generalitat, de la Corporación Audiovisual de la Comunitat Valenciana, mientras ostenta la secretaría de la comisión de Coordinación, Organización y Régimen de las Instituciones de La Generalitat y la co-portavocía de la Comisión de Sanidad.